# Catarina Starfelt
Aino Alexandra Catarina Starfelt, född Kärkkäinen den 26 oktober 1994 i Aneby, är en svensk opinionsjournalist som åren 2018–2020 var förbundsordförande för Fria Moderata Studentförbundet (FMSF).

## Biografi
Starfelt tog masterexamen i statskunskap vid Uppsala universitet 2023.
Starfelt har en bakgrund som ordförande i Linköpings Fria Moderata Studentförening och som viceordförande på riksnivå i det till Moderaterna fristående men närstående liberalkonservativa studentförbundet FMSF. Hon har också arbetat som ledarskribent bland annat på Svenska Dagbladets ledarsida.
Sedan år 2020 är Starfelt verksam vid den marknadsliberala tankesmedjan Timbro och har där rollen som samhällspolitisk chef och rektor för tankesmedjans spetsutbildning Stureakademin.